# 진주층

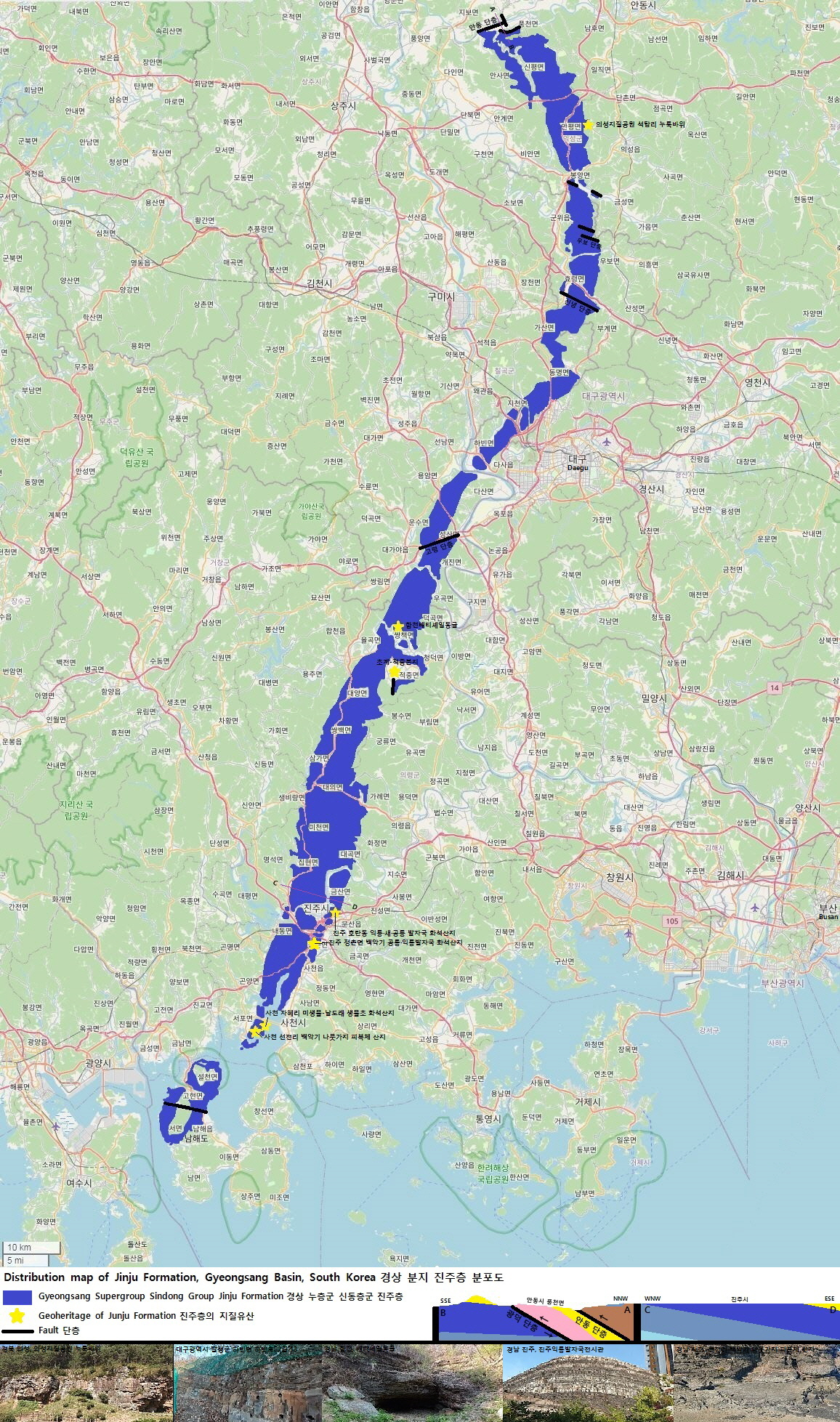
진주층 분포도

진주층(晉州層, Jinju formation, Shinshu formation, 晋州層) 또는 동명층(Dongmyeong formation, 東明層)은 대한민국 경상 분지 중생대 백악기 경상 누층군 신동층군의 최상부 지층으로, 주로 셰일과 사암으로 구성되며 경상북도 안동시 서부에서 대구광역시를 지나 경상남도 진주시와 남해군까지 측방으로 약 200 km 연장된다. 지층의 이름은 경상남도 진주시에서 유래되었다. 진주층은 경상 누층군의 지층 중 체구(體軀)화석의 산출이 가장 많은 지층으로, 다양한 종류의 무척추동물 화석과 척추동물 화석(어류와 공룡)의 산출이 보고되었으며, 천연기념물 제534호 진주 호탄동 익룡·새·공룡 발자국 화석산지와 같이 공룡과 익룡, 파충류, 양서류, 포유류 등의 다양한 척추동물 발자국과 무척추동물 생흔화석 등이 보고되었다. 이와 함께 여러 종류의 겉씨식물 잎화석이 진주층에서 산출한다. 2021년 사천시 비토도의 진주층에서는 한국에서 가장 오래된 새발자국 화석이 발견되었다. 진주층의 두께는 표식지인 경상남도 진주시 지역에서 최대 1,800 m이다.

## 개요
경상 분지는 한반도 남동부의 경상도 지역에 분포하는 한반도 최대의 백악기 퇴적 분지로, 중생대 백악기의 퇴적암 지층 경상 누층군으로 구성된다. 경상 누층군의 최하부 지층군인 신동층군은 안동 단층에서 남해군까지 남북으로 길게 발달하며 밑에서부터 낙동층, 하산동층, 진주층으로 구분되어 그 전체 두께는 2,300 m에 달한다.

### 지질시대
이용구 외(2010)는 진주층 사암의 쇄설성 U-Pb 저어콘 연대로 알비절(99.6-112.0 Ma)에 해당하는 106.0±1.9 Ma 을 보고하였으며 진주층 최하부 역질사암의 쇄설성 저어콘에 대한 SHRIMP U-Pb 연령측정을 수행한 결과 압트절(112.0-125.0 Ma)에 해당하는 112.4±1.3 Ma 의 일치곡선(concordia) 연령을 보여 진주층은 압트절(Aptian) 후기에서 알비절(Albian) 초기까지 퇴적이 진행되었음을 알 수 있다. 그러나 의성소분지 지역에서 산출된 포자화분화석의 경우 더 오래된 바렘절(125.0-130.0 Ma)을 지시하기도 한다. 2020년 진주시 호탄동의 천연기념물 제534호 진주 호탄동 익룡·새·공룡 발자국 화석산지에 있는 최상부 진주층에서 추출한 저어콘의 U-Pb 연대측정을 실시한 결과 백악기 저어콘의 연령피크는 106.5 Ma으로 나타났으며, 진주층의 백악기 저어콘은 경기 육괴의 서부/북서부에서 유래한 것으로 보이고 진주층의 퇴적률은 밀양소분지 지역에서 1년당 0.17-0.31mm (=100년에 1.7cm, 1백만년에 170m)인 것으로 계산되었다. 진주층의 백악기 저어콘은 낙동층이나 하산동층과는 달리 진주층 퇴적 당시 이자나기판의 섭입으로 경상 분지 근처의 화산 활동을 지시한다.

## 지역별 지질

### 안동시와예천군
예천 지질도폭(1988)에 의하면 하부의 하산동층과 상위의 하양층군 일직층과 정합 관계이다. 안동시 풍천면 신성리에서 본 층은 주로 흑색과 담회색 셰일, 사암, 역질사암, 그리고 부분적으로 역암으로 구성되어 있다. 역암을 구성하는 역(礫)의 종류는 경상계 지층의 다른 역암들과 마찬가지로 화강편마암, 화강암, 규암, 편암, 석영 등이다. 대체로 북서 40~75°의 주향과 북동 10~25°의 경사를 나타내나 부분적으로는 거의 수평인 곳도 있다. 그러나 봉화산 북사면에서는 안동 단층의 영향으로 거의 수직인 양상을 나타낸다.
안동시 풍천면 신성리(북위 36° 31′ 14.48″ 동경 128° 28′ 52.77″ / 북위 36.5206889°  동경 128.4813250° )의 지방도 제927호선 도로변에 드러난 진주층에는 안동 단층의 분절인 광덕 단층의 중서부에 해당하는 노두가 드러나 있으며 북북동-남남서 방향의 압축 응력에 의해 형성된 공액성 역단층과 이에 수반된 끌림습곡, 역이동성을 지시하는 단층경면과 단열 구조 등이 관찰된다. 이곳의 진주층은 사암, 역질사암, 실트스톤 등이 호층을 형성한다.
안동 지질도폭(1988)에 의하면 안동시 서쪽 끝 풍천면 신성리와 금계리 지역에 소규모로 분포한다. 분포의 중심지인 안동시 풍천면 금계리에서 지층의 주향은 동-서, 경사는 15°정도 북측으로 기울어져 있다. 그러나, 하회리 남서측이며 안동 단층과 만나는 병산리에서 사교(斜交)되는 하회 단층에 연(沿)하여 나타나는 진주층은 주향이 북동 50°에 지층의 경사가 북서 80°까지 나타나는 곳도 있으며 이는 안동 단층의 영향으로 추정된다. 진주층은 바로 위의 하양층군 일직층과 정합 관계이며 안동 단층에 의해 절단되어 북쪽으로 더 연장되지 않는다. 주로 함력(含礫)알코스사암, 사암, 녹회색이암, 암회색 내지 회색실트암 및 이회암 순으로 구성된다.

### 의성군

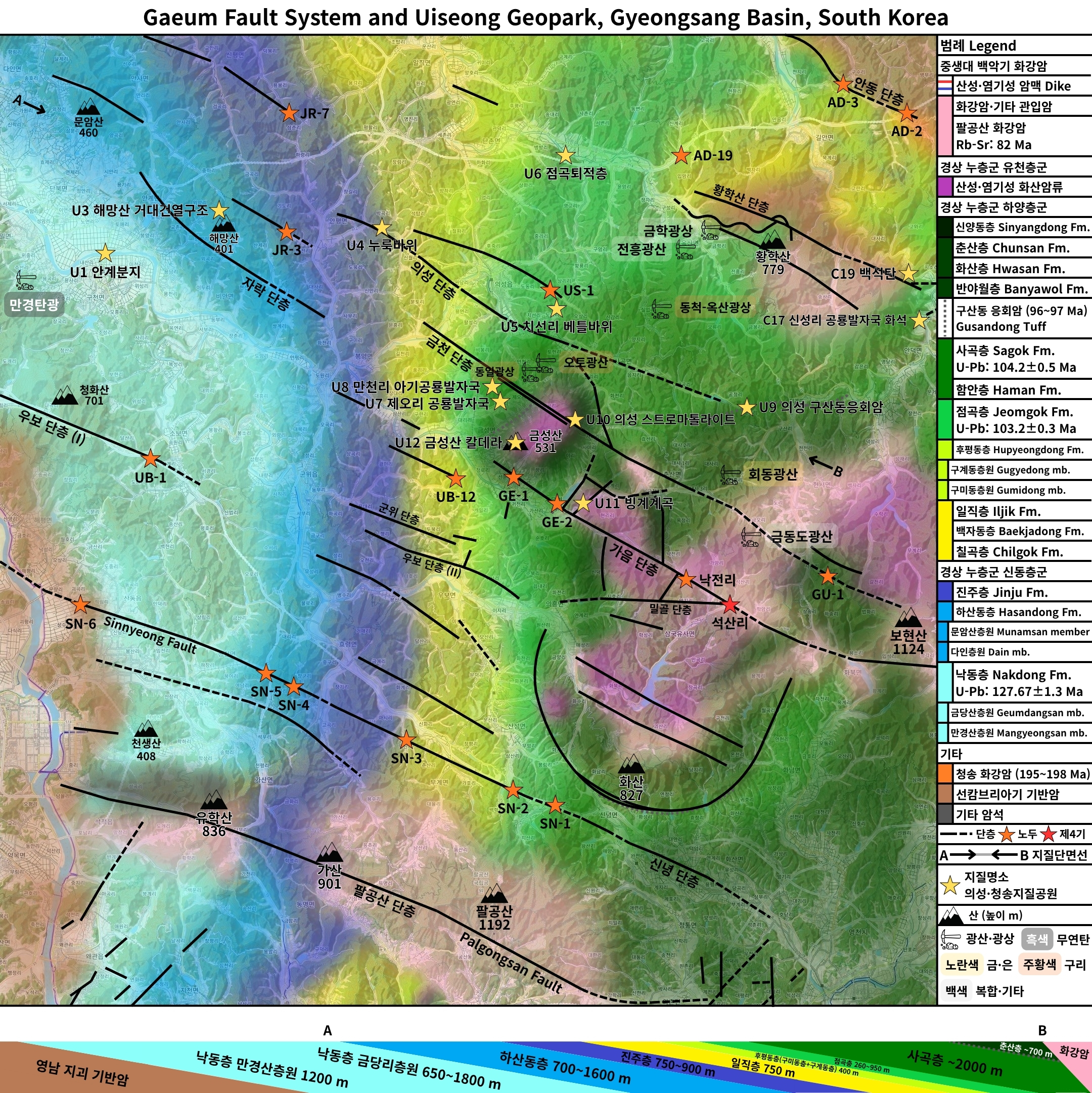
의성군의 지질. 파란색(■)이 진주층

낙동 지질도폭(1977)에 의하면 의성군 안사면 신수리 소재 봉암산을 중심으로 하여 북북서-남남동 방향으로 분포한다. 진주층의 하한은 하산동층 문암산층원 상부의 자색 실트스톤이 끝나고 회색 실트스톤 및 셰일층이 우세하게 나타나기 시작하는 부분이다. 진주층은 주로 역질사암, (암)회색 사암, (녹)회색 및 흑색(드물게)의 실트스톤과 셰일로 구성된다. 대체로 사암과 셰일의 호층이며 자색(赭色)암층을 협재하지 않고 회색 셰일이나 실트스톤이 우세하게 협재되어 있음이 특징이다. 주향과 경사는 대개 북서 50~60°및 북동 10~15°이며 두께는 봉암산~의성군 신평면 청운리 간 단면에서 450 m이다.
의성 지질도폭(1976)에 의하면 하위의 하산동층과는 정합 관계이며 도폭 내 신평면과 안평면 그리고 안동시 풍천면과 일직면의 서부에 분포한다. 구성 암석은 함력(含礫)알코스사암, 암회색셰일 및 이암 순이며 드물게 이회암이 협재되고 북쪽으로 갈수록 자색(赭色)을 띠는 암석이 많아진다. 본래 진주층은 자색층을 포함하지 않지만 본 지역에서는 지역적으로 자색층을 함유하고 있다. 안평면 삼춘리에서는 본 층 중부에 탄질 셰일이 10 cm의 두께로 협재된다. 본 층의 주향은 남부에서 북동 10~20°이며 북으로 갈수록 점차 남-북을 거쳐 북서로 변하여 도폭 북부의 의성군 신평면 중율리 부근에서는 북서 20~40°, 안동시 풍천면 어담리에서는 북서 80°의 주향으로 변한다. 지층의 경사는 대체로 10~15°로서 남부에서는 남동 방향이나 북쪽으로 갈수록 동~북동 방향으로 변한다. 두께는 약 750 m이다. 본 층 중부에 해당하는 신평면 중율리-덕봉리 계곡에는 가끔 연흔과 건열이 발견된다.
박진아 외(1997)는 경상북도 의성군 일대에 분포하는 진주층과 일직층 사암의 광물 조성과 원소를 분석하고 기원지와 고기후를 추론하였다. 이들은 1996년 여름 의성군 봉양면에서 안동시 일직면까지 개통 직전인 중앙고속도로를 따라 야외 조사를 실시했고 고속도로변에서 노두 발달이 양호한 곳을 찾아 진주층과 일직층의 주상도를 작성했으며 64개의 사암 및 이암 시료를 채취했다. 연구 결과 진주층과 일직층은 약 3,000 m 깊이로 매몰된 것으로 추정되며 사암의 광물 성분은 대륙 지각으로부터의 유래 그리고 아건조 및 아습윤의 고기후를 지시한다.
의성군의 진주층
- 하산동층(아래)과 진주층(위)의 의성군 안평면 금곡리 지방도 제912/927호선 도로변
- 의성군 안평면 기도리 빗재못 기도길 도로변
북위 36° 22′ 47.0″ 동경 128° 33′ 14.0″ / 북위 36.379722°  동경 128.553889°
- 의성군 안평면 기도리 빗재못 기도길 도로변
- 의성군 안평면 기도리 기도길 도로변
북위 36° 22′ 41.0″ 동경 128° 33′ 21.0″ / 북위 36.378056°  동경 128.555833°
- 의성군 안평면 금곡리 검실재 지방도 제912/927호선 도로변
북위 36° 25′ 15.0″ 동경 128° 31′ 18.0″ / 북위 36.420833°  동경 128.521667°
- 의성군 안평면 교안리 지방도 제912호선 안신로 도로변
북위 36° 26′ 51.0″ 동경 128° 29′ 58.0″ / 북위 36.447500°  동경 128.499444°
- 북위 36° 26′ 51.0″ 동경 128° 29′ 50.0″ / 북위 36.447500°  동경 128.497222°
- 북위 36° 26′ 50.0″ 동경 128° 29′ 45.0″ / 북위 36.447222°  동경 128.495833°

#### 의성지질공원누룩바위

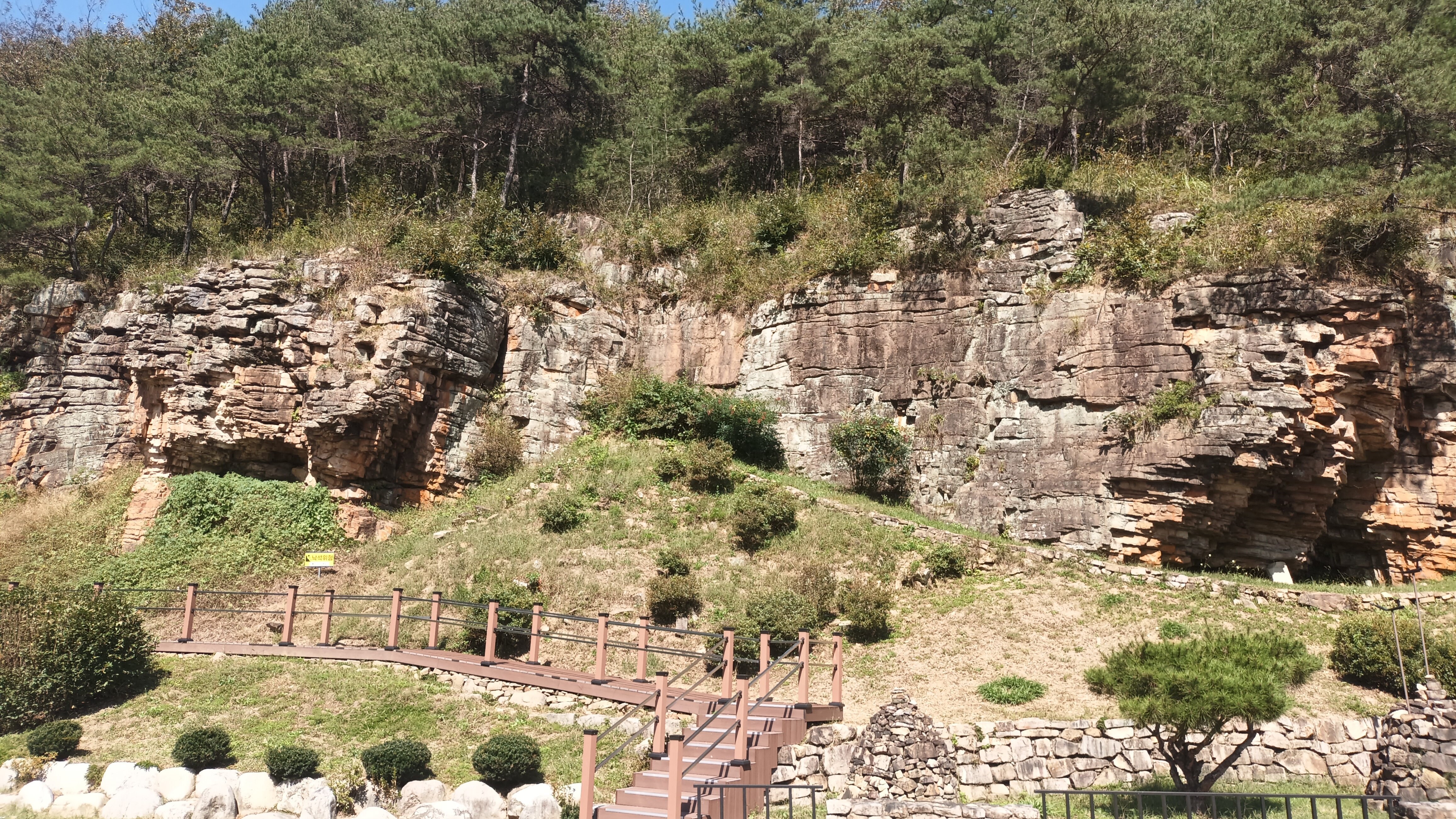
의성지질공원 석탑리 누룩바위 전경

의성군 안평면 석탑리(북위 36° 22′ 50.66″ 동경 128° 37′ 10.86″ / 북위 36.3807389°  동경 128.6196833° )에 위치한 의성지질공원 석탑리 누룩바위는 진주층의 황색 사암으로 구성되어 있다. 누룩바위의 두께 5 m의 사암층은 50cm 이하 두께의 단위층으로 구성되고 대부분 뚜렷한 사층리를 보이며 노두의 모양새가 누룩을 층층히 쌓아놓은 것 같다고 하여 누룩바위라는 이름이 붙었다. 간혹 층리와 절리를 따라 물과 바람 등에 의해 구상풍화가 진행되어 둥근 형태로 남아 있다.

### 대구광역시와군위군
군위 지질도폭(1981)에 의하면 두께 약 900 m이며 일부가 역질(礫質)인 사암, (암)회색 셰일, 역암 및 박층의 석회암으로 구성된다. 암상에 의해 상·중·하로 구분된다. 하부는 두께 약 320 m이며 사암과 역질사암(일부 역암)이 우세하며 암회색 셰일(미사암질)과 석회암이 협재한다. 중부는 두께 약 350 m이며 (암)회색 셰일이 우세하고 사암, 사질암 및 석회암층이 협재한다. 상부는 두께 약 230 m이며 주로 사암 및 역질사암(일부 역암)으로 구성되며 셰일이 협재한다. 역(礫)의 구성은 규암이 대부분이고 편마암, 처트, 석영 등이 있다.
대율 지질도폭(1981)에서는 동명층으로 기재하였다. 군위군 효령면 남동부를 중심으로 남-북으로 분포하며 자색층을 협재하지 않는다는 점에서 하위의 하산동층과 상위의 칠곡층(일직층)과 구별된다. 동명층은 역암 또는 역질사암을 기저로 하는 암회색셰일 우세대를 최하위로 하며 하산동층을 정합으로 덮고 칠곡층(일직층) 최하위 저색층에 의해 역시 정합으로 덮여있다. 대체로 북북동의 주향과 남동 10~15°의 경사를 보이나 팔공산화강암 인접부와 신령 단층 부근에서는 그 주향과 경사가 복잡하게 변하고 있다. 그리고 팔공산화강암 서편에서는 진주층의 중부와 상부가 화강암에 의해 잠식당하여 나타나지 않고 있다. 두께는 대체로 600 m 내외이다.
왜관-대구 지질도폭(1928)에 의하면 흑색 셰일, 녹색 이암, 사암 등으로 구성되며 곳에 따라 무연탄을 협재한다. 사암은 대개 역질(礫質; conglomeratic)이며 일부 흑색 셰일은 연흔(Ripple marks) 구조를 보인다. 전체 두께는 약 1,000 m이다. 주향은 북동이며 경사는 남동 10~30° 정도이다. 화석이 발견된 대구광역시 달성군 다사읍 문양리와 하빈면 동곡리에서 하빈면 남동부, 칠곡군 지천면 오산리 북서부, 영오리와 덕산리, 낙산리 북중부, 명봉산(402.1 m), 동명면 금암리 구덕리, 기성리까지 분포힌다.

#### 화석
군위군 군위읍 광현리, 효령면 오천리 일대의 진주층에서 포자화분화석이 산출되었다. Cicatricosisporites pseudotripartitus, Cicatricosisporites augustus, Klukisporites southeyensis, Corollina parva 및 Equisetosporites virginiaensis 등의 산출로 미루어 이 화석군은 백악기 바렘절(Barremian)에 해당하는 것으로 판단된다. Corollina가 우세하게 산출되고 Cycadopites와 Equisetosporites 등이 산출되는 점으로 미루어 진주층은 온난 건조한 기후 하에서 형성된 것으로 보인다.
군위군 군위읍 광현1리(북위 36° 14′ 53″ 동경 128° 37′ 45″ / 북위 36.24806°  동경 128.62917° )와 광현2리(북위 36° 15′ 04″ 동경 128° 37′ 25″ / 북위 36.25111°  동경 128.62361° ) 2개 단면에서 Coptoclavidae과에 속하는 수서딱정벌레의 화석이 산출되었다. 광현1리 단면에서는 약 10 m 두께의 진주층 내 2개 층준의 흑색 셰일에서 20여 개의 유충화석과 3개의 성충 화석이 산출되었으며, 광현2리 단면에서는 2개 층준에서 3개의 성충 화석이 산출되었다.
군위군 군위읍 광현2리 광현저수지 배수로의 진주층 흑색 이암층에서 18개의 공룡 발자국 화석이 발견되었다. 길이 20~30 cm의 중형 수각류 발자국 10개와 크기 20 cm 미만의 소형 수각류 발자국 8개가 산출되었으며 이는 의성소분지에서 가장 오래된 공룡 발자국이다. 추가로 흑색 이암층 상위의 흑색 셰일층에서 직경 20~30 cm의 막대기형 스트로마톨라이트가 산출되었다.
대구광역시 달성군 하빈면의 국도 제30호선 과적차량검문소 부근의 진주층에서는 어류, 곤충, 식물 화석이 대량으로 발견된다. 어류 화석의 경우, Wakinoichthys sp. 의 화석이 발견되었다.

#### 노두
대구광역시 달성군 하빈면 현내리 진주식당(북위 35° 54′ 00.1″ 동경 128° 26′ 39.6″ / 북위 35.900028°  동경 128.444333° , 지번: 하빈면 현내리 산 24-3~24-6/도로명주소: 하빈면 하빈로82길 13)에서 하빈리82길 도로 공사로 아래 사진과 같이 진주층의 좋은 노두가 드러났다.
대구광역시 달성군 하빈면 현내리 하빈로82길 도로 절개사면의 노두
- 북위 35° 54′ 00.24″ 동경 128° 26′ 39.71″ / 북위 35.9000667°  동경 128.4443639°
- 북위 35° 54′ 00.1″ 동경 128° 26′ 39.6″ / 북위 35.900028°  동경 128.444333°
- 북위 35° 53′ 59.67″ 동경 128° 26′ 39.64″ / 북위 35.8999083°  동경 128.4443444°
- 하부 사암과 상부 셰일
북위 35° 53′ 59.76″ 동경 128° 26′ 39.75″ / 북위 35.8999333°  동경 128.4443750°
- 북위 35° 53′ 59.59″ 동경 128° 26′ 39.72″ / 북위 35.8998861°  동경 128.4443667°
- 북위 35° 53′ 59.7″ 동경 128° 26′ 39.9″ / 북위 35.899917°  동경 128.444417°
- 북위 35° 53′ 59.3″ 동경 128° 26′ 38.8″ / 북위 35.899806°  동경 128.444111°

대구광역시 달성군 지역의 진주층 노두
- 대구광역시의 지질―파란색이 진주층
- 하빈면 동곡리 산 9-1 달구벌대로55길 도로변
북위 35° 52′ 23.91″ 동경 128° 25′ 20.12″ / 북위 35.8733083°  동경 128.4222556°
- 하빈면 동곡리 1153-2
북위 35° 51′ 09.9″ 동경 128° 25′ 03.83″ / 북위 35.852750°  동경 128.4177306°
- 하빈면 동곡리 1153-2
북위 35° 51′ 11.2″ 동경 128° 25′ 02.25″ / 북위 35.853111°  동경 128.4172917°
- 하빈면 봉촌리 17-3/하빈남로 233
북위 35° 51′ 36.32″ 동경 128° 24′ 32.82″ / 북위 35.8600889°  동경 128.4091167°
- 하빈면 봉촌리 231-4
북위 35° 51′ 47.38″ 동경 128° 24′ 14.58″ / 북위 35.8631611°  동경 128.4040500°
- 하빈면 봉촌리 1171
북위 35° 51′ 50.13″ 동경 128° 24′ 13.7″ / 북위 35.8639250°  동경 128.403806°
- 하빈면 봉촌리 1171
북위 35° 51′ 49.95″ 동경 128° 24′ 13.25″ / 북위 35.8638750°  동경 128.4036806°
- 하빈면 봉촌리 333-1
북위 35° 52′ 08.59″ 동경 128° 24′ 17.72″ / 북위 35.8690528°  동경 128.4049222°
- 하빈면 봉촌리 산 1, 하빈천 동측 도로변
북위 35° 52′ 36.96″ 동경 128° 24′ 33.16″ / 북위 35.8769333°  동경 128.4092111°
- 하빈면 감문리 산 3
북위 35° 53′ 37.93″ 동경 128° 26′ 47.94″ / 북위 35.8938694°  동경 128.4466500°
- 다사읍 이천리 산 45-1
북위 35° 53′ 26.44″ 동경 128° 26′ 53.75″ / 북위 35.8906778°  동경 128.4482639°
- 동곡사거리 남동쪽 760 m 지점 국도 제30호선 진입로 도로 절개사면
대구광역시 달성군 하빈면 동곡리 산 12-4 (이하 동일)
- 북위 35° 52′ 19.3″ 동경 128° 25′ 19.0″ / 북위 35.872028°  동경 128.421944°
- 북위 35° 52′ 19.9″ 동경 128° 25′ 18.6″ / 북위 35.872194°  동경 128.421833°
- 사암과 셰일의 교호
북위 35° 52′ 20.4″ 동경 128° 25′ 18.3″ / 북위 35.872333°  동경 128.421750°
- 북위 35° 52′ 20.8″ 동경 128° 25′ 18.4″ / 북위 35.872444°  동경 128.421778°
- 하빈면 동곡리 100-2, 달구벌대로55길 도로변
북위 35° 52′ 27.9″ 동경 128° 25′ 19.2″ / 북위 35.874417°  동경 128.422000°
- 왼쪽과 동일
북위 35° 52′ 29.11″ 동경 128° 25′ 18.58″ / 북위 35.8747528°  동경 128.4218278°
- 하빈면 동곡리 39-3 하빈로 도로변
북위 35° 52′ 42.45″ 동경 128° 25′ 23.69″ / 북위 35.8784583°  동경 128.4232472°

### 칠곡군,성주군,고령군
현풍 지질도폭(1970)에서는 지층명이 진주층으로 환원된다. 성주군 용암면 용계리부터 고령군 성산면 상용리와 기산리 및 어곡리, 고령군 개진면 개포리, 대가야읍 내곡리와 우곡면 서부 지역에 분포한다. 진주층은 하위의 하산동층을 정합적으로 덮으며 주로 (녹)회색 사암, 이암, 셰일, 암회색 내지 흑(회)색의 셰일, 사질셰일과 역질사암 등으로 구성된다. 주향과 경사는 일정하지 않으나 용암면에서는 부근에서는 북동 36°및 남동 29°이며, 남쪽으로 내려 갈수록 차츰 북쪽으로 기울어져 고령군 성산면 상용리 부근에서는 북동 24°및 남동 22°이며 고령 단층에 의해 수평 절단되는 성산면 기산리와 사부리 부근에서는 주향 북서 16°, 경사 북동 20°가 된다. 여기서 더 남쪽으로 가면 다시 북동 방향의 주향을 보여 주어 진주층은 단층에 의하여 힌지(Hinge) 구조를 나타내고 있다. 지층의 두께는 성산면 지역에서 약 1200 m 내외이다.
김영기 외(1982)는 칠곡군 지천면의 진주층에 발달한 불연속면(절리)에 대한 역학적 연구를 실시하였다. 이 지역의 진주층은 세립/중립질 암회색 사암과 셰일이 교호하며 곳에 따라 두께 3~6 m의 염기성 암맥이 관입한다. 진주층 내 층리면을 따라 직교 내지 사교하는 절리들은 평균 두께 14.5 cm, 평균 연장 25.5 cm에 4개의 방향을 가지며 이 절리를 따라 진주층 암석이 붕괴되고 있다. 암체의 활동각은 73, 80, 82°이다.

#### 고령 기산리 익룡 이빨 화석
고령군 성산면 기산리 국도 제26호선 확장 공사장북위 35° 44′ 05″ 동경 128° 19′ 40″ / 북위 35.73472°  동경 128.32778° )의 진주층에서 2001년 윤철수에 의해 국내 최초로 익룡의 이빨 화석이 발견되었다. 이곳의 진주층은 이암, 흑색 셰일, 사암, 역암 등으로 구성되며 화석은 주로 괴상의 흑색 이암과 흑색 셰일의 2개 층준에서 산출된다. 지층에서는 이빨 화석 외에 Trigonioides jaehoi, Plicatounio naktongensis, Nagdongia soni, Koreanaia bongkuni 등 4종의 이매패류 화석과 담수 어류 및 곤충 화석이 산출된다.
칠곡군의 진주층
- 칠곡군 지천면 덕산리 산 8-2
북위 35° 56′ 40.86″ 동경 128° 29′ 45.5″ / 북위 35.9446833°  동경 128.495972°
- 칠곡군 지천면 덕산리 산 37-2
북위 35° 56′ 23.75″ 동경 128° 29′ 52.41″ / 북위 35.9399306°  동경 128.4978917°
- 칠곡군 지천면 덕산리 산 42-2
북위 35° 56′ 14.47″ 동경 128° 30′ 03.82″ / 북위 35.9373528°  동경 128.5010611°
- 칠곡군 지천면 덕산리 산 45-5
북위 35° 56′ 02.56″ 동경 128° 29′ 57.17″ / 북위 35.9340444°  동경 128.4992139°
- 칠곡군 지천면 연호리 산 63-3
북위 35° 56′ 02.76″ 동경 128° 30′ 21.38″ / 북위 35.9341000°  동경 128.5059389°

고령군의 진주층
- 고령군 개진면 신안리 국지도 제67호선 도로변
북위 35° 42′ 10.0″ 동경 128° 19′ 20.0″ / 북위 35.702778°  동경 128.322222°
- 고령군 개진면 신안리 국지도 제67호선 도로변
북위 35° 42′ 28.0″ 동경 128° 19′ 28.0″ / 북위 35.707778°  동경 128.324444°

### 합천군과의령군
창녕 지질도폭(1969)에서는 동명층으로 기재하였다. 고령군 우곡면 남서부와 쌍림면 남동부, 합천면 덕곡면, 쌍책면 대부분 지역, 율곡면 동부 갑산리 지역에 분포한다. 일반적으로 (녹)회색 사암, 셰일, 이암, 흑색 내지 암회색의 셰일, 사질셰일과 역질사암 등으로 구성되어 있다. 
진주층의 주향과 경사는 황강 이북 지역인 쌍책면 등에서 북동 25~35°및 남동 10~20° 이나, 황강 이남에서 합천군 적중면 옥두리 소재 옥두봉 부근에서는 북서 40°, 북동 10~20°의 주향과 경사를 나타난다. 옥두봉에서 옥두봉 서쪽 200고지에 이르는 지역에서 그 중간지점 부근에서는 북동 40°, 남동 15°로 급변하고 다시 200고지에 이름에 따라 북서 8~30°, 북동 15~20°로 변하였다가 200고지 서단에서는 북동 45°, 남동 14°로 심한 변화를 보여준다. 국도 제24호선 이남의 초계분지 지역에서 일반적인 주향과 경사는 북동 50~60 및 남동 7~25°이다. 두께는 고령군 쌍림면에서 합천면 덕곡면에 이르는 단면에서 950 m 내외이다.
합천군 덕곡면 율원리 율원저수지 도로가(북위 35° 38′ 31.78″ 동경 128° 16′ 58.79″ / 북위 35.6421611°  동경 128.2829972° )의 진주층은 흑색 셰일과 이암 내에 협재된 사암으로 구성된다. 분급도가 좋은 사암은 대개 중립질로서 수 센티미터에서 1미터 이상 두께의 판상체로 발달하며 두꺼운 사암층들 내에는 보다 얇은 사암체들이 중첩된 경우도 있다. 조립질 사암층에는 사층리도 발달하며 세립질 사암들에는 평행 엽층리가 발달한다. 이곳에는 담수 조개류 화석들이 산출되는 것으로 알려져 있다.
합천 지질도폭(1968)에 의하면 진주층의 두께는 약 900 m이다. 대체로 사암과 셰일의 호층(互層)이며 흑색 및 암회색 셰일이 우세하게 협재된다. 율곡면 동남부, 합천군 대양면 대부분 지역에 이르기까지 북동 방향으로 분포한다.
삼가 지질도폭(1975)에서 지층명이 다시 진주층으로 환원된다. 합천군 대양면과 쌍백면 대부분 지역, 삼가면 중동부 지역, 의령군 대의면에 이르기까지 북북동 방향으로 분포한다. 하위의 마동층(하산동층)을 정합적으로 덮으며 상위의 칠곡층에 의해 정합적으로 덮인다. 진주층과 칠곡층과는 진주층 최상위에 오는 흑색 셰일 위에 놓이는 자색 셰일의 하한을 양자간의 경계로 설정하였으나 자색 셰일의 동일 층준상의 발달이 미약하기도 한다. 
일반적으로 세립 내지 중립(中粒)질 암회색 사암, 흑색 또는 암회색의 셰일, 사질셰일, 역질사암 등으로 구성되고 자색암층을 전혀 협재하지 않는다. 하부는 주로 흑색, 회색의 사질 셰일 또는 셰일이 우세하며 역질 사암이 수 매 협재된다. 중부는 암회색 또는 녹회색의 사암, 셰일 중에 협재하는 흑색 사질셰일, 또는 셰일의 협재 빈도 수가 더 많아져 본 지층 내에서 흑색 사질셰일과 셰일이 가장 우세하다. 이 흑색 셰일 중에는 때로 탄질셰일이 발달하는데 두께는 20 cm 정도이며 연장 방향으로 수십 m 의 분포를 가지나 경제적 가치는 없다. 상부는 회색 사암이 우세하며 흑색 사질셰일 또는 셰일의 협재가 빈약하고 담녹색 사암 내지 사질셰일, 셰일의 협재가 교호로 발달한다. 
의령군 대의면 마쌍리 부근에서 북서 35°의 습곡축을 갖고 배사와 향사가 최소 2회 이상 반복된 습곡 현상이 확인된다. 진주층의 대체적인 주향과 경사는 북동 10~20°, 남동 10~15°이며 두께는 약 1,450 m이다.
합천군 지역의 진주층
- 합천군 초계면 원당리에서 대암산으로 올라가는 도로변에 드러난 진주층
북위 35° 31′ 59.3″ 동경 128° 13′ 21.3″ / 북위 35.533139°  동경 128.222583°
- 합천군 덕곡면 율원리 율원저수지 부근 율평로 도로변의 진주층
북위 35° 38′ 31.7″ 동경 128° 16′ 57.7″ / 북위 35.642139°  동경 128.282694°
- 합천군 쌍책면 사양리 지방도 제907호선 도로변에 드러난 진주층
북위 35° 36′ 47.1″ 동경 128° 16′ 02.0″ / 북위 35.613083°  동경 128.267222°
- 합천군 삼가면 어전리 국도 제33호선 신평교차로 도로변의 진주층
- 합천군 삼가면 어전리 국도 제33호선 신평교차로 진주방면 진입로 도로변의 진주층 근경
북위 35° 23′ 03.3″ 동경 128° 07′ 03.1″ / 북위 35.384250°  동경 128.117528°
- 합천군 대양면 양산리 함양울산고속도로 건설현장에 드러난 진주층의 암회색 노두, 남동쪽으로 경사
- 대양면 덕정리 산 7-3 지방도 제1011호선 도로변에 드러난 진주층, 남동쪽으로 경사

#### 합천배티세일동굴
합천군 쌍책면 사양리, 대장교마을 은방산 중턱에 위치한 합천배티세일동굴(북위 35° 36′ 42.88″ 동경 128° 15′ 51.56″ / 북위 35.6119111°  동경 128.2643222° , 지번: 합천군 쌍책면 사양리 170/도로명주소: 합천군 쌍책면 황강옥전로 1062-47)은 진주층 내에 발달한 총연장 350 m, 최대폭 10 m, 최대높이 3.5 m 의 동굴이다. 동굴 내 19개의 지굴(支窟)과 폭포, 물웅덩이가 있고 관박쥐 등이 서식한다. 세계적으로 셰일동굴은 매우 희귀하고 이변적이어서 시도기념물 제70호로 지정되었다. 인지도가 거의 없는 이곳에는 안내판과 해설판, 주차 공간 등의 간단한 편의 시설이 있다. 동굴 주변의 진주층은 회색 내지 암회색의 셰일 내지 셰일질 이암층이며 간혹 세립사암 내지 실트스톤이 엽층 내지 박층으로 협재한다. 또한 때때로 석회질암이 협재되고 셰일 내지 셰일질 이암층에서는 건열 구조가 발달한다. 이곳은 '셰일' 동굴로 명명되어 있지만 동굴이 형성된 부분은 석회질암 지층이 박층 내지 중간층 두께로 셰일과 교호하며 빈번하게 산출되는 구간이다. 이는 지하수에 의해 석회질암이 용식되고 석회질암과 교호하던 셰일층도 소실되어 동굴이 형성된 것임을 시사한다.
합천 배티세일동굴
- 합천배티셰일동굴
북위 35° 36′ 42.9″ 동경 128° 15′ 49.7″ / 북위 35.611917°  동경 128.263806°
- 합천배티셰일동굴 내부
- 합천배티셰일동굴 부근 등산로에 드러난 진주층

### 진주시

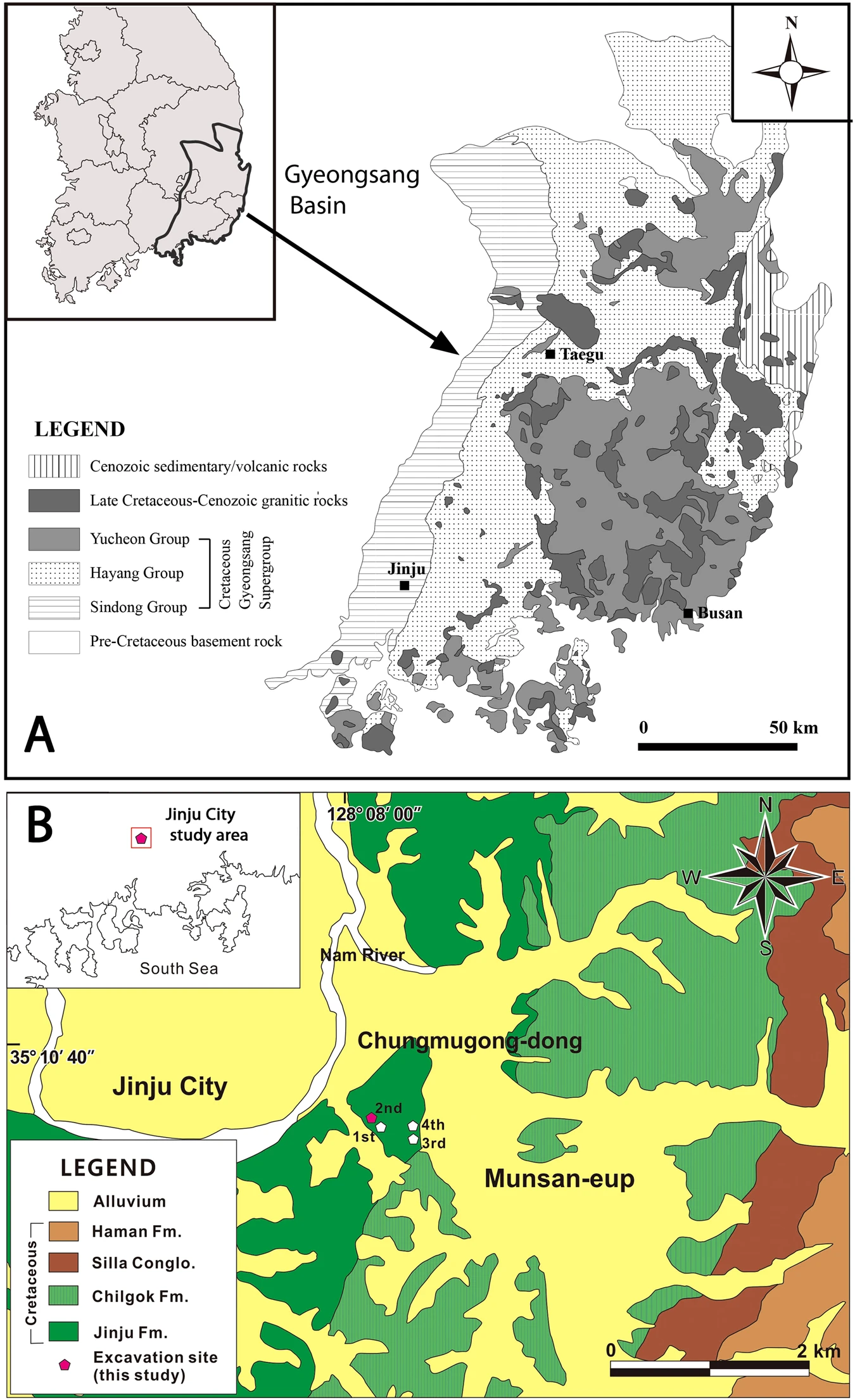
진주시 문산읍 (진주시) 충무공동 지역의 지질

진주 지질도폭(1969)에 의하면 하산동층(마동층)을 정합으로 덮으며 진주시 미천면 지역에서 대곡면, 집현면의 대부분 지역과 진주시 시가지 지역에 분포한다. 마동층과 진주층의 경계는 마동층 최상부에 오는 자색(赭色) (사질) 셰일 위에 놓이는 흑색 셰일의 하한으로 정한다. 자색 (사질)셰일과 흑색 셰일 사이에는 담회색 알코스질사암이 협재되나 이 사암은 동일 층준에서 단속(斷續)된다. 또한 경계로 정한 마동층 상부 자색 사질셰일과 진주층 하부의 흑색 셰일도 모두 연속상이 불량하고 단속적이므로 이 진주층과 마동층의 경계도 임의적이다. 진주층은 마동층에 없는 흑색 셰일이 협재되고 마동층에서 나오는 자색의 사질 셰일이나 셰일은 진주층에서 전혀 볼 수 없다. 그 외에 담회색 내지 담녹색 알코스질사암과 (녹)회색 사질 셰일 및 셰일 등은 진주층에도 포함된다. 진주층의 주향과 경사는 대체로 북동 5~30°및 남동 5~10°이고, 두께는 약 1,800 m이다.
홍성경과 진광민(2024)은 고준위방사성폐기물(High-level radioactive waste)의 지층 내 처분 가능성을 알아보기 위해 진주층 시추공에서 진주층의 암석과 광물학적 특성을 연구하였다. 진주층 시추공은 경상국립대학교 가좌캠퍼스 내에 위치하며 진주층 중부 747 m 구간이다. 구성 암석은 이암과 사암이 대부분이고 조립질사암 지층에서 드물게 역암이 협재된다. 이암은 흑색 내지 회색을 띠며 간혹 탄산염 단괴를 포함한다. 전암 XRD 분석에 의하면 진주층 이암(점토암과 실트암)은 주로 석영, 장석, 탄산염광물, 녹니석과 일라이트로 구성된 점토광물을 포함한다.

#### 진주 호탄동 익룡·새·공룡 발자국 화석산지와 진주혁신도시
진주시 호탄동의 천연기념물 제534호 진주 호탄동 익룡·새·공룡 발자국 화석산지(북위 35° 10′ 08.20″ 동경 128° 08′ 21.23″ / 북위 35.1689444°  동경 128.1392306° )에는 진주층 상에 익룡·새·공룡 발자국 화석이 풍부하게 산출된다. 이 지역의 진주층은 세립 내지 중립질사암과 이암의 교호층이 지배적이다. 익룡의 발자국은 현재까지 2,000개 이상 확인되었으며 4족 보행렬 또한 30개 이상 산출되었다. 이 외에도 수각류 및 새발자국 화석이 다수 발견되었으며 악어, 거북, 도마뱀 발자국과 세계에서 가장 작은 렙터 발자국 등 세계적으로도 희귀한 백악기 척추동물 발자국 화석이 보고된 곳이다. 이 화석 산지에서 수습된 화석과 보존 상태가 우수한 익룡 발자국 화석 일부는 현재 진주익룡발자국전시관의 수장고와 보호각에서 확인할 수 있다.
진주혁신도시에 분포하는 진주층에서 세계에서 가장 오래된 개구리의 발자국 화석이 발견되었다. 진주교육대학교의 김경수 교수는 진주익룡발자국전시관 개관을 위해 실험실에 보관하던 표본들을 이관하는 과정에서 화석 표본을 면밀히 조사하다가 HTB-043 셰일 표본에서 개구리 발자국 화석을 확인했다고 밝혔다.
진주혁신도시 공사 중 드러난 진주층에서는 Grallator, Corpulentapus, Asianopodus와 같은 수각류의 화석이 발견되었다. 발견된 직후 이들 화석이 보존된 진주층 암석 덩어리채로 통째로 뜯어내어 진주교육대학교의 창고와 고성공룡박물관으로 이송되어 면밀히 조사되었다. 이들 수각류 화석들은 중국의 백악기 압트절(Aptian) 발자국 화석과 대비가 가능하다.

#### 진주익룡발자국전시관
진주익룡발자국전시관은 진주혁신도시 개발 도중 드러난 진주층의 화석들을 전시하는 화석 박물관으로, 전시관 바로 옆에 진주 호탄동 익룡·새·공룡 발자국 화석산지와 함께 암회색 진주층의 노두가 대규모로 드러나 있다. 
2022년 진주시 진주익룡발자국전시관 부근의 진주층에서 발자국 길이가 30 mm 이하인 소형 익룡의 발자국 화석이 발견되었다. 화석이 나온 진주층은 이암이 교호하는 중립~세립질사암과 응회질 조립~중립질사암, 실트스톤, 셰일 등으로 구성된다.
진주시 진주층의 화석
- 진주익룡발자국전시관 입구
북위 35° 10′ 07.8″ 동경 128° 08′ 22.1″ / 북위 35.168833°  동경 128.139472°
- 악어 발자국 화석, 진주익룡발자국전시관
- 수각류 발자국 화석, 진주익룡발자국전시관
- 화석 발굴 과정, 진주익룡발자국전시관
- 익룡 발자국 화석, 진주익룡발자국전시관
- 진주익룡발자국전시관 북쪽 영천강로 68길 도로변에 드러난 진주층의 노두
북위 35° 10′ 09.6″ 동경 128° 08′ 18.5″ / 북위 35.169333°  동경 128.138472°
- 진주층 잠자리와 딱정벌레 화석, 국립중앙과학관
- 진주층의 화석, 국립중앙과학관
- Minisauripus isp. 화석[36]
- N. innovatus 화석[37]

#### 진주시 정촌 단면과 진주 정촌면 백악기 공룡·익룡발자국 화석산지

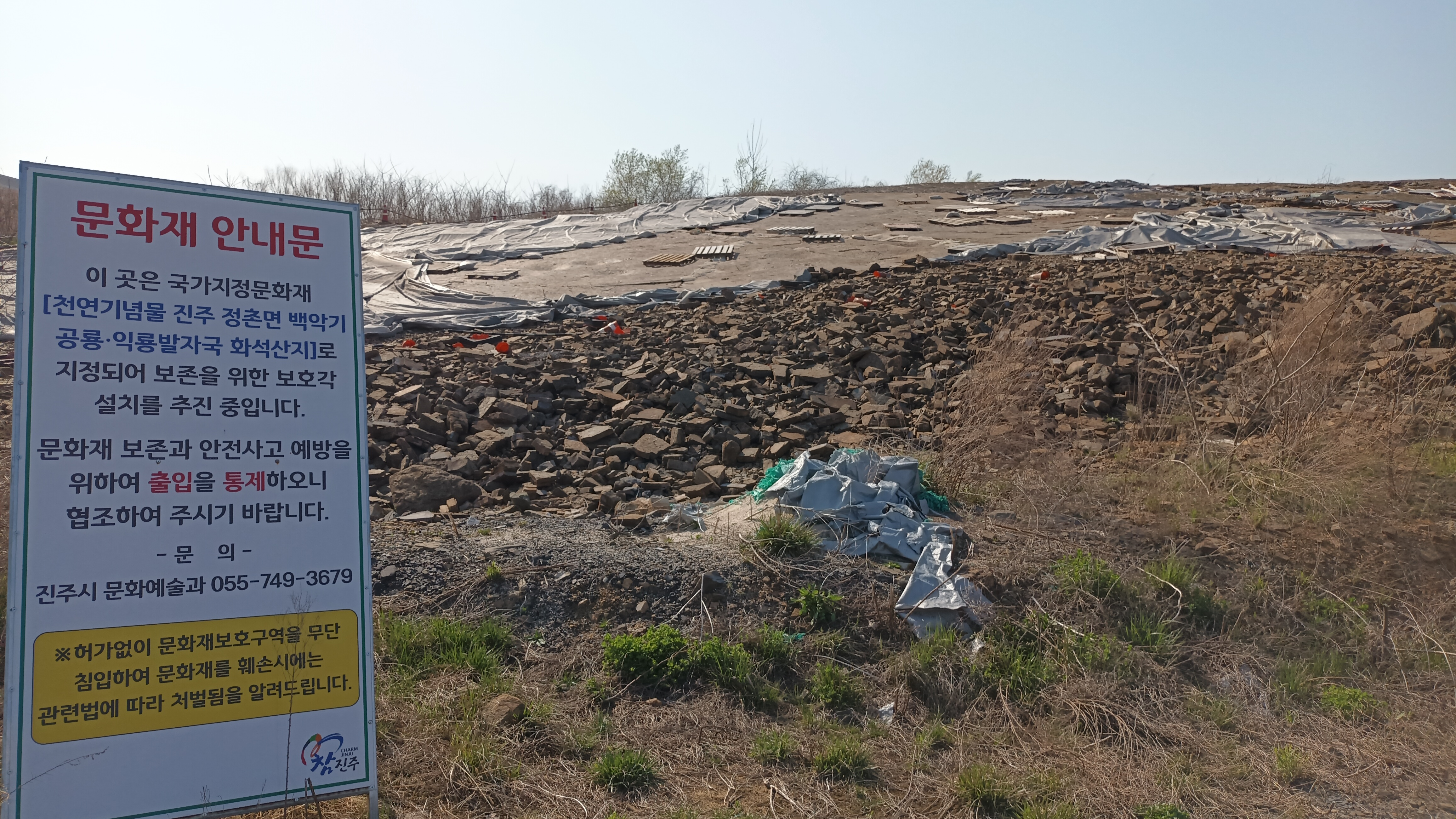
진주 정촌면 백악기 공룡, 익룡발자국 화석산지 단면

천연기념물 제566호 진주 정촌면 백악기 공룡·익룡발자국 화석산지는 단일 지역에서 공룡과 익룡의 발자국 화석을 비롯하여 다양한 척추동물의 발자국 화석들이 밀집되어 산출된 드문 사례로 한국의 백악기 척추동물 발자국 화석을 대표할 만한 모식 산지이다. 이 지역의 진주층에서는 공룡과 익룡 외에 어류, 곤충, 패류 등의 다양한 화석이 산출된다. 화석산지는 진주시 정촌면 예하리 아라소프트(도로명주소: 진주시 정촌면 뿌리산단로 90) 남서쪽에 있으며 2024년 4월 현재 보존을 위한 보호각 설치가 추진 중이며 출입이 통제되어 있다.
- 진주시 정촌면 단면(북위 35° 07′ 45″ 동경 128° 06′ 02″ / 북위 35.12917°  동경 128.10056° )에서 Coptoclavidae과에 속하는 수서딱정벌레의 화석이 산출되었다. 정촌 단면에서는 약 40 m 두께의 진추층이 드러나 있다. 두 층준의 흑색 셰일에서 100여 개의 유충 화석이 산출되었으며, 성충의 파편으로 보이는 화석들도 많기에 추후 성충화석도 산출될 가능성이 높다. 이 셰일 층준들에서는 앞서 언급한 등각류인 Archaeoniscus, 거미 화석과 함께 식물화석, 물고기, 개형충, 패각류 등이 산출되며, 잠자리목, 딱정벌레목, 파리목, 벌목, 노린재목, 매미목, 메뚜기목, 풀잠자리목 등에 속하는 곤충 화석이 다수 발견되었다.[19]
- 진주시 정촌 단면(북위 35° 07′ 45″ 동경 128° 06′ 02″ / 북위 35.12917°  동경 128.10056° )의 진주층의 암회색 셰일 조각에서 메뚜기목(Orthoptera)에 속하는 Panorpidium spica sp. nov.의 화석이 발견되었다.[39]
- 진주시 정촌면 예상리(북위 35° 06′ 50.57″ 동경 128° 06′ 29.91″ / 북위 35.1140472°  동경 128.1083083° )의 정촌뿌리산업단지 조성 공사 중 육식 공룡의 발자국 화석이 발견되었다. 화석은 진주층 사암으로 구성된 단일 성층면에 오목한 형태로 나타나며 그 수는 천 개 이상으로 추정된다. 이 외에도 소형 수각류, 익룡, 새, 악어, 거북 발자국 화석과 어류, 곤충, 패갑류 화석 등이 발견되었다.
- 진주시 정촌면 예하리 일대 진주층의 노두에서 백악기 개형충의 화석이 산출되었다. 주로 흑색 셰일에서 산출된 개형충은 형태학적 특징에 따른 분류를 통하여 총 7속 13종이 기재되었다. 산출된 개형충 속 가운데 Lycopterocypris, Limnocypridea?, Djungarica 및 Darwinula는 백악기 지층에서 풍부하게 산출되는 개형충이나, 진주층에서는 처음으로 보고되는 속들이다. 전체 개형충 화석 군집은 Cypridea 속이 6종으로 종 다양성이 가장 높았으나 개체수에서는 Mongolocypris 속이 매우 우세하였다. 이 지역에서 산출된 개형충 화석 군집은 전형적인 담수성 개형충으로, 특히 호수환경에서 서식했던 개형충 분류군으로 이루어져 있다. 이는 진주층이 퇴적될 당시 의 고환경이 담수성 호소 환경이었음을 지시해준다. 진주층의 개형충 화석 군집을 통한 생층서 연대는 알비안(Albian)으로 해석되었다.[40]
- 진주시 정촌면의 정촌산업단지에 분포하는 진주층(N 35°07'45", E 128°06'02")에서 동일종에 속하는 것으로 추정되는 화석 잠자리의 날개, 유충 및 몸통이 분리된 상태로 다량 발견되었다. 이들은 Hemeroscopidae 과의 Hemeroscopus baissicus로 확인되며 이는 시베리아, 중국, 몽골, 우리나라 등 동북아시아 지역의 백악기 지층에서만 발견된다.[41]'
- 진주시 정촌 단면(35°07'45"N, 128°06'02"E)과 사천시 사남 단면(35°03'59.42"N, 128°04'7.03"E)의 진주층 흑색 셰일에서 Korearachne jinju를 포함해 다양한 종류(전체 10종류)의 거미 화석이 산출되었다.[42]
- 2019년 진주시 정촌 단면(북위 35° 07′ 45″ 동경 128° 06′ 02″ / 북위 35.12917°  동경 128.10056° )에서 Megalithomerus magohalmii gen. et sp. nov. 그리고 Koreagrypnus jinju gen. et sp. nov 2종의 새로운 방아벌레상과(Elateridae 또는 Click beetles, 방아벌레상과에 속함)의 화석이 발견되었다. 후자는 화석이 발견된 진주시의 이름을 따서 명명되었다.[43]
- 백인성 등(2019)은 진주시 집현면 지역의 진주층 하부와 정촌면 지역의 진주층 상부에 발달한 함화석층을 대상으로 퇴적 특성과 고환경을 분석하였으며, 이를 바탕으로 이들 화석층이 가지는 층서적 의미를 해석하였다. 집현면 지역의 복족류패각화석층에는 Brotiopsis kobayashi, Thiara sp. 등의 복족류 화석이, 식물화석층에는 양치류 화석 Ruffordia 그리고 탄질셰일층 내에 나타나는 식물 줄기 화석 등이 나타난다. 이외에 이매패류 화석 Plicatuonio sp.의 화석 등이 산출되었다. 이는 하천이 수반된 이질평원과 천호저 기원의 퇴적층으로 해석된다. 정촌 지역의 함화석층은 전반적으로 곤충화석층이 반복적으로 발달하고 개형충화석층이 간헐적으로 나타난다. 정촌 지역 화석층의 형성에는 호저로 유입된 저탁류가 전반적으로 영향을 미친 것으로 해석되며, 퇴적과정에는 건조 기후가 발달하는 가운데 호수 환경은 지속적으로 유지된 것으로 해석된다.[44]

#### 진주 의암과촉석루
진주시 본성동 촉석루에는 아래 사진과 같은 진주층의 (암)회색 사암층이 분포하며 하식애가 발달한다. 사암은 괴상이며 특별한 퇴적 구조가 관찰되지 않는다. 촉석루의 진주 의암은 진주층에 해당한다.
진주 의암과 촉석루의 진주층
- 진주시 본성동 촉석루의 진주층 사암
- 진주시 본성동 촉석루의 진주 의암
- 촉석루 아래에 드러난 진주층의 노두
북위 35° 11′ 21.7″ 동경 128° 04′ 55.2″ / 북위 35.189361°  동경 128.082000°

#### 노두
오재호 외(1995)는 경상 누층군 내 석유 부존 가능성을 평가하기 위해 진주시 지역의 신동층군과 하양층군을 조사하고, 낙동층과 진주층에 좋은 저류층(사암)과 덮개암(이암) 역할을 할 수 있는 지층이 있으며 신동층군에는 1% 이상의 유기탄소를 포함하는 흑색 이암들이 발달하여 신동층군에서 건성 가스 부존의 가능성을 시사하였다. 낙동층 하부의 탄질셰일층과 진주층 중부의 흑색셰일층은 유기물의 함량이 높고 매우 낮은 잔류 생성 석유 잠재력을 보여준다. 현재 지층의 유기물은 탄화수소로 변환 가능한 부분이 모두 탄화수소로 바뀌고 남은 찌꺼기로 해석된다. 오재호 외는 남해고속도로를 따라 다음과 같은 진주층의 노두를 기재하였다. 이 지역에서 진주층의 두께는 약 1200 m 정도이다.
- 진주층 최하부의 노두는 남해고속도로 가화교 인근에서 발달한다. 이 노두에는 2매의 상향 조립화 경향을 보이는 사암，니질사암 및 사질이암으로 구성된다. 이 노두의 하부에는 두꺼운 (암)회색 및 흑색의 니질사암，사질이암과 박층의 사암층이 교한다. 니질사암에서는 박층의 이암과 실트스톤이 교호한다. 복족류 화석 및 탄화된 식물화석이 흔하게 산출된다. 노두의 중부는 상향조립화 경향을 보이는 괴상/층상 사암으로 구성된다. 사암체 하부에는 사암과 이암이 교호하며 사암체의 상부는 두꺼운 (암)회색의 이암, 실트스톤, 니질사암으로 구성되며，박층의 사암이 교호한다.
- 진주층 하부의 노두는 남해고속도로 축동 나들목 동쪽 1 km 지역에 발달한다. 이 노두는 상향조립화 경향을 보이는 2매의 사암체가 발달한다. 노두의 최하부는 (암)회색 이암, 니질사암, 실트스톤으로 구성된다. 노두의 중부는 두꺼운 (암)회색 이암，니질사암과 박층의 사암으로 구성된다. 니질사암은 박층의 이암, 실트스톤, 극세립사암이 교호하며 실트스톤 내에는 사층리와 점이층리가 발달한다. 노두의 상부는 중조립사암, 역질사암으로 구성된다.
- 진주층 중부의 노두는 남해고속도로 사천 나들목 서쪽 0.5 km 지역의 절개지에 발달한다. 이 노두는 두꺼운 (암)회색 이암과 얇은 사암이 교호한다.  일부 이암은 이암과 실트스톤이 교호한다.
- 진주층 상부의 노두는 남해고속도로 진주 나들목 북쪽 1 km 지역의 절개면에 발달한다. 이 노두는 4매의 사암체 및 역암체가 발달한다. 최하부의 사암체는 주로 괴상 및 층상의 중립/조립 사암으로 구성되며 이 사암체의 상부는 사암과 이암의 교호한다. 하부의 사암 및 역암체는 괴상, 층리 및 사층리를 보이는 역암, 역질사암, 사암으로 구성되나 각 단위층의 수평연장성은 불량하다. 사암체 상부에는 두께 1.5 m의 회색이암과 넓이 10 m 이상，두께 10 cm 내외의 판상 세립사암 및 실트스톤이 분포한다. 중부 사암체는 두께 1 m 내외의 (극)세립 사암으로 구성된다. 이 사암체 상부에는 박층의 실트스톤 및 세립사암층과 이암층이 교호하며，그 상부는 두꺼운 이암이다. 상부 사암체는 침식된 경계면 상부에 분포하며 조립/중립 사암으로 구성되고 사암체의 중부는 이암과 사암이 교호한다. 노두의 최상부에는 사암과 이암이 분포한다.

진주시 호탄동의 남해고속도로 부산 방향 진주휴게소 내 절개사면(북위 35° 09′ 38.43″ 동경 128° 07′ 27.26″ / 북위 35.1606750°  동경 128.1242389° )에는 진주층 내에 여러 단층들이 발달해 있다. 절개사면 상부에 주로 관찰되는 변위가 뚜렷한 정단층 내지 횡인장성(transtension) 사교 이동 단층은 다양한 주향을 가지나 동-서 주향이 우세하며, 대부분 하부로 갈수록 경사각이 완만해지는 점완형 기하를 보인다. 단층면을 따라 방해석 광맥이 주입된 특징을 관찰할 수 있고 단층들의 수직 변위는 2 m 이내이다. 또한 진주층의 흑색 셰일 내에 연장이 뚜렷한 방해석 비프(beef; 층리에 평행한 섬유상 결정으로 이루어진 광맥, 북위 35° 19′ 37.38″ 동경 128° 07′ 28.29″ / 북위 35.3270500°  동경 128.1245250° )가 나타난다. 방해석 비프는 수 밀리미터~3 센티미터의 두께를 가지며 수십 미터 규모로 연장된다. 방해석 비프는 진주층이 다짐 작용을 받는 동안 셰일층 내에서 발달한 반복적인 과압력(Overpressure)에 의한 결과로 해석된다.

### 사천시

#### 암상과 퇴적 환경
진교 지질도폭(1965)에서는 진주층 대신 구랑리층(Gurangri formation, 九浪里層)이라는 명칭을 사용하였다. 구랑리층은 사천시 서포면 구랑리, 구평리, 조도리 동부에 분포하며 하산동층의 자색 셰일을 덮는다. 구랑리층(진주층)의 기저는 함력석회질조립사암으로 되어 있으며 풍화면은 충식상이다. 함력은 대체로 5 cm 내외이며 종류는 석영맥, 석회암, 규암 및 셰일 등이다. 구랑리층(진주층) 중에는 5 내지 1미터 두께의 자색 셰일층이 3매 협재된다. 구랑리층은 기저층을 제외하고는 대체로 자색 셰일로 구성되며 간간히 사암이 협재하여 교호한다.
사천 지질도폭(1969)에 의하면 마동층(하산동층)을 정합으로 덮으며 진주시 주약동과 가좌동, 호탄동, 내동면 동부, 정촌면 서부, 사천시 축동면 전 지역, 곤양면 동부 지역에 분포한다. 진주층은 주로 회색 사암, 셰일, 암회색 내지 흑색의 사암과 셰일의 호층, 암회색 이회암과 동시역암층을 협재한다. 사천시 축동면 사다리와 곤양면 중항리에는 본 층의 흑색 셰일 중에 렌즈상의 얇은 무연탄층이 협재된다. 본 지층의 일반적인 주향은 북동 20~40°, 경사는 남동 10~15°, 두께는 1,400 m이다.
박하나(2025)는 사천시 7개 지점에서 진주층의 노두를 야외 조사하고, 진주층을 괴상/평행층리/사층리 사암, 괴상/엽층리 이암, 사암/이암 교호층 등 8개 퇴적상과 삼각주, 해안(shoreface) 등 8개 퇴적상 조합으로 구분하였다. 또한 고수류 방향 측정으로 진주층의 퇴적물은 북서 및 북동 방향에서 공급된 것으로 나타났다.
사천시의 진주층
- 사천시 서포면 비토리 시엘로리조트(도로명주소: 서포면 용궁로 211) 입구
북위 35° 30′ 41.42″ 동경 128° 04′ 20.52″ / 북위 35.5115056°  동경 128.0723667°
- 사천시 서포면 비토리 17-20 앞바다
- 사천시 곤양면 안도1길 131 남측

#### 노두
사천시 축동면에 위치한 절개사면 (북위 35° 06′ 11.23″ 동경 128° 03′ 58.35″ / 북위 35.1031194°  동경 128.0662083° )은 북서 방향으로 약 130 m의 연장을 가지며, 사면의 하부에는 셰일층이 분포하는 반면, 상부에는 중립질사암층이 분포한다. 또한 셰일층에 집중되어 발달하는 단층들은 북동과 동-서 방향의 주향이 우세하며 단면에서 1 m 이내의 수직변위를 가지는 정단층의 기하를 보인다. 이 단층들은 상부의 사암을 절단하지 못한다.
사천시 축동면 반용리 산 133-1 (북위 35° 05′ 52.91″ 동경 128° 02′ 00.06″ / 북위 35.0980306°  동경 128.0333500° )의 가화천 주변에는 진주층의 세립 사암과 셰일이 교호하며 나타난다. 셰일층에서는 다량의 곤충 화석(모기류 화석, 잠자리 유충 화석, 딱정벌레 및 잠자리 날개맥 등)과 막대형 스트로마톨라이트 화석이 관찰된다. 이 외에도 지진 기원의 연질변형퇴적구조(SSDS), 연흔, 건열, 사층리 등의 퇴적 구조와 생물 흔적 화석, 개형충 화석도 관찰된다.
사천시 곤양면 검정리에 분포하는 하부 진주층에서 고열역청을 함유하는 사암이 산출되었다. 역청이 높은 온도에 장시간 노출되어 열분해된 고열역청(pyrobitumen)은 과거 원유가 존재했음을 지시하며, 고열역청을 함유한 진주층의 사암이 한 때 액상 탄화수소의 저류암 역할을 했다는 것을 지시한다.
사천시 서포면 자혜리 산 23-10 (북위 35° 00′ 17.34″ 동경 128° 01′ 11.57″ / 북위 35.0048167°  동경 128.0198806° )의 사천대교 아래 해안가를 따라 진주층이 분포한다. 주로 세립질의 사암이 우세하며 흑색의 이암도 함께 관찰된다. 이곳에서는 연질변형퇴적구조(SSDS), 불꽃 구조, 스트로마톨라이트, 폭풍에 의해 이동된 역암, 생흔 화석, 건열 등의 다양한 화석과 퇴적 구조들이 관찰된다.
사천시 서포면 자혜리 산 904-5 (북위 34° 59′ 28.00″ 동경 128° 00′ 50.76″ / 북위 34.9911111°  동경 128.0141000° )의 사천대교 남쪽에 위치한 해안가 노두에 진주층이 분포한다. 하부의 흑색 셰일과 상부의 판상 사암으로 구성되는데 흑색 셰일층에는 탄화목의 줄기 화석이 층리면에 평행하게 놓여 있다.

#### 사천 자혜리 미생물-날도래 생물초 화석산지
사천시 서포면 자혜리(북위 35° 00′ 00.67″ 동경 128° 01′ 03.67″ / 북위 35.0001861°  동경 128.0176861° )의 진주층에서는 백악기 날도래 집단서식 화석 산지를 관찰할 수 있다. 이곳은 2002년 경남기념물 제241호 '사천 자혜리 갯지렁이 초'라고 지정되었으나 이후 미생물-날도래 생물초(Microbial-caddisfly bioherm)로 명명되었다. 일반적으로 날도래 서식지 화석은 신생대 지층에서 발견되나 자혜리에서 발견된 날도래 화석은 아시아 최초의 발견이자 가장 오래된 날도래 화석 중 하나이다. 미생물-날도래 생물초는 우이드질 사암(Oolithic sandstone) 내에서 발달하며 이들의 습성, 크기, 형태 등을 비교했을 때 Leptoceridae과와 비슷하다. 대교횟집(도로명주소: 사천시 서포면 자구로 69-20) 앞에 위치한 이곳에는 간단한 안내 표지판과 주차 공간이 있다.
사천 자혜리 화석갯지렁이초 (미생물-날도래 생물초) 화석산지
- 안내 표지판
- 화석산지 부근의 자구로 도로변에 드러난 진주층은 남동쪽으로 경사한다.
- 화석산지에서 바라본 사천대교로

#### 사천 선전리 백악기 나뭇가지 피복체 산지

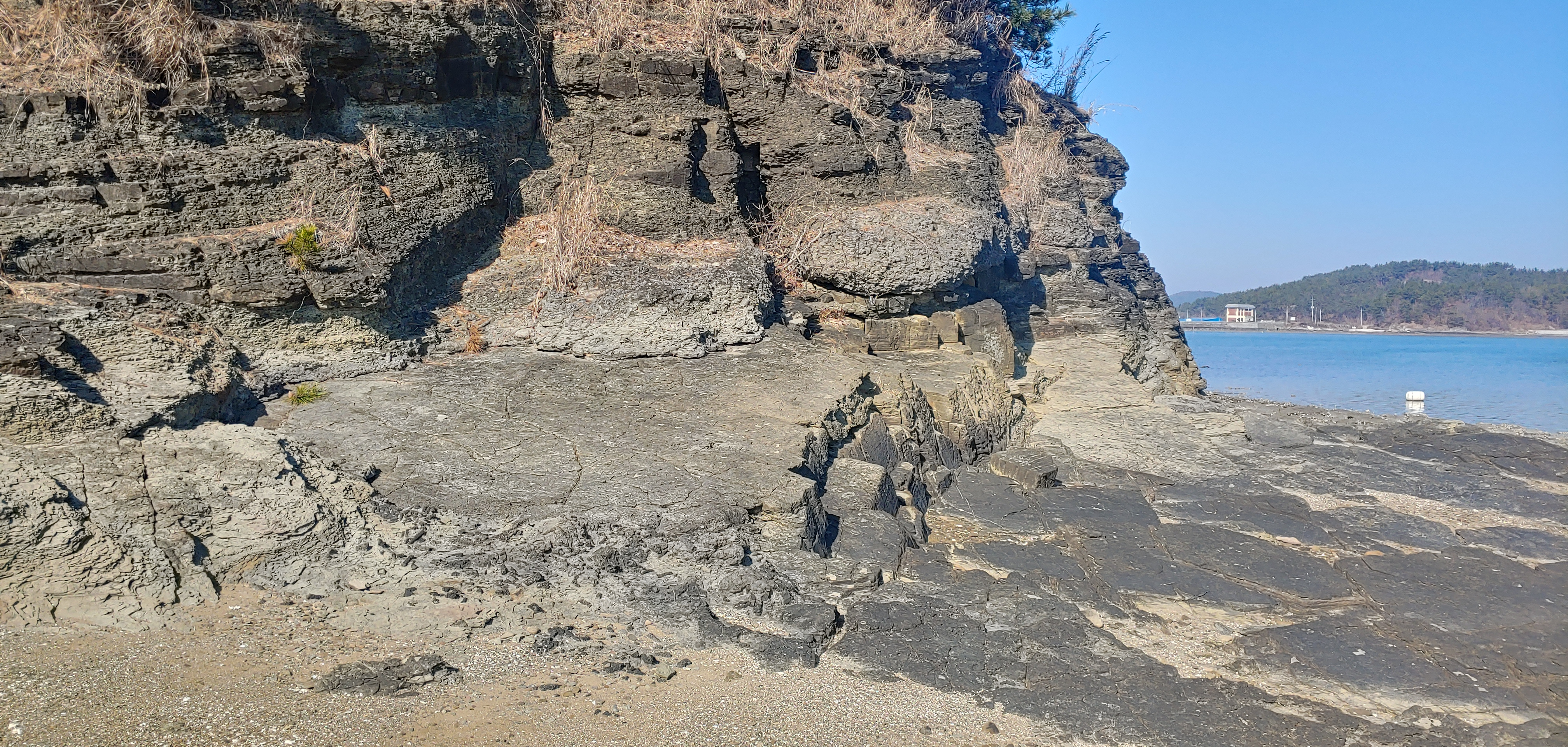
사천 선전리 백악기 나뭇가지 피복체 산지

천연기념물 사천 선전리 백악기 나뭇가지 피복체 산지는 사천시 서포면 선전리 해안가 진주층에 발달한 탄산염 성장체로 스트로마톨라이트의 일반적인 성장형태가 아닌 나뭇가지를 핵으로 성장한 원통형(막대형)을 가지는 것이 특징이다.

#### 패충류화석
최병도 등(2021)은 진주시 호탄동(N 35°09'36", E 128°07'26"), 정촌 및 사천시 축동면 탑리(N 35°06'12", E 128°03'58")의 진주층에서 Scabriculocypris yanbianensis, Cypridea khandae sp. nov., Cypridea samesi, Mongolocypris kohi, Lycopterocypris? cf. celsa, Candona sp., Djungarica sp. 6종의 패충류(Ostracoda) 화석을 발견하였다.

#### 생흔화석
사천시 서포면 구랑리의 진주층에서 생흔화석 Protovirgularia McCoy, 1850이 보고되었다.
사천시 서포면 비토리의 진도(N 128°58'26", E 34°57'34")에 분포하는 진주층의 호성 실트암에서 약 450여 개의 생흔 화석 Lockeia가 발견되었다. 이 생흔 화석은 신종인 Lockeia gigantus ichnosp. nov로 기재한다. Lockeia gigantus와 함께 드물게 발견되는 담수 이매패류 Plicatounio는 이 휴식 생흔 화석의 가장 유력한 생성자로 판단된다. 이 신종 생흔 화석은 현재까지 알려진 Lockeia 중에서 가장 크고 백악기 육성 퇴적층에서 세계적으로 처음 보고된 Lockeia이다.

#### 스트로마톨라이트
사천시 서부 지역의 진주층 암회색 이암에서 막대기형 스트로마톨라이트가 산출된다. 크기는 대개 길이 4~12 cm, 직경 2~4 cm이다.
사천시 서포면 구랑리 산 70 (N 35°01'01.82", E 128°00'33.57")의 바닷가 진주층에서는 스트로마톨라이트 화석 산지의 노두를 볼 수 있다. 이 지역의 진주층은 흑색 셰일과 이암이 교호하며 다양한 두께의 이암에서 막대형 및 일부 판상 스트로마톨라이트를 관찰할 수 있다. 스트로마톨라이트의 평균 길이는 수십 cm, 지름은 주로 1~2 cm 내외를 가지는 직선 또는 막대형을 가진다.
사천시 서포면 선전리 방조제 인근(N 34°58'52.07", E 127°59'28.84")에 분포하는 진주층의 노두는 엽층리가 발달하는 세립사암층에 막대형 스트로마톨라이트 밀집구간이 발달한다.
사천시 서포면 비토리 산 5-211, 비토섬의 남쪽 해안가(N 34°58'04'61", E 127°59'40.62")에는 진주층 노두가 해식애를 이루며 분포한다. 비교적 두께가 일정하고 연속성이 좋은 셰일층과 사암층이 교호하면서 발달하며 지층의 주향은 북동 10~20°, 경사는 남동 10~15°이다. 노두 표면에 막대형 스트로마톨라이트가 다수 관찰되며 연흔, 건열, 사층리, 서관 구조 등을 관찰할 수 있다.

#### 동물 화석
사천시 서포면 비토리 지역의 진주층에서 물갈퀴 새 발자국 화석과 익룡 발자국 화석이 발견되었다. 이 화석들은 형태적 분석을 통해서 새로운 생흔종인 Ignotornis seongjoseoi ichnosp. nov.와 P teraichnus seopoensis ichnosp. nov.로 분류되었다. 약 1억 1천만년 전에 생성된 것으로 물갈퀴를 가진 새 중에서는 전 세계에서 가장 오래된 물갈퀴새 발자국 화석이며 보존, 학술적 가치가 높다. 이는 공룡에서 진화한 새가 적어도 1억 1천만 년 전에 물(가)에 적응하였음을 의미한다. 이 지역의 진주층은 전체 지층 중에서 하부의 450 m 만이 분포하며, 새 발자국 화석이 산출되는 담회색 세립질 사암층 상부로 10 m 이상 두껍게 발달하고 있다. 대부분 사암과 셰일이 교호하는 특징을 보이는데, 사암의 경우 주로 담회색에서 암회색의 세립질 내지 중립질 사암이며, 대부분 층리가 잘 발달하고 있지만 일반적으로 상부로 가면서 사층리가 발달하는 특징을 보인다. 셰일의 경우 주로 쪼개짐이 좋은 암회색 셰일이 우세하다. 전체적인 경향은 상부로 가면서 셰일의 함량이 증가하고 셰일층 사이에 박층의 사암이 협재하는 특징을 보인다. 또한 연흔과 건열 구조가 특징적으로 발달한다.
사천시 서포면 비토리 산 5-204, 비토섬의 동단 해안가(N 34°58'15.35", E 127°59'40.71") 진주층 노두에서는 악어 및 거북 발자국 화석을 볼 수 있다. 진주층의 세립 내지 중립질 사암 및 어두운 색의 니질암이 교호하고 세립질 사암의 성층면에서는 거의 완전한 형태의 악어 앞발자국과 거북 앞발자국이 관찰된다. 주변의 퇴적층에는 층리, 연흔, 건열 등의 퇴적 구조가 보존되어 있으며 특히 퇴적층의 수직면에서 깊은 건열의 흔적이 나타난다. 노두는 간조 시에만 드러난다.
2021년 사천시 서포면 비토도 해안가 진주층에서 1억 1천만 년 전의 새 발자국 화석이 발견되었다. 지금까지 대한민국에서 발견된 새 발자국 화석은 모두 7천만~1억년 전의 것이지만 비토도에서 발견된 이 화석은 국내에서 가장 오래된 새 발자국 화석이며 경상 누층군 신동층군에서 최초로 발견된 새 발자국 화석이다. 화석 산지의 진주층은 암회색 셰일및 실트스톤과 여기에 협재되는 사암으로 구성되며 연흔, 건열, 사층리 등이 나타난다. 이 화석은 발굴조사를 거쳐 현재 국립문화재연구원 천연기념물센터에 보관되어 있다.

#### 특이 구조
사천시 서포면 자혜리-비토리 지역의 진주층에는 다양한 특성의 균열 구조가 발달되어 있는데, 이들은 대부분 건열 기원의 것들이다. 이 지역의 지층은 진주층의 하부에서 중부에 해당하며, 전반적으로 사암과 셰일의 교호층으로 이루어져 있다. 이 지역 진주층에 발달된 건열에서는 건열의 내부가 상위의 쇄설성 퇴적물 대신 방해석으로 충진된 양상이 부분적으로 나타나며 이는 진주층의 퇴적기간에도 건기와 우기가 교호되는 아건조성의 기후가 지속되었음을 지시한다. 또한 지진성 균열구조인 맥상 각력 충진 균열구조도 나타나는데 이는 진주층 퇴적기간 동안 일어난 화산 활동이나 단층 운동(지진)과 관련이 있는 것으로 여겨진다.
사천시 서포면 비토리와 자혜리 해안의 진주층에서 연질퇴적변형구조(soft-sediment deformation structure, SSDS)가 발견되었다. 이는 이 지역 퇴적층의 퇴적 기간 동안 지반의 불안정화가 그 규모를 달리하며 단속적으로 일어났음을 지시한다.

### 남해군
남해-서상 지질도폭(1989)에 의하면 하위의 하산동층 및 상위의 칠곡층과 정합 관계이며 남해군 남해읍과 서면 (남해군) 연죽리 등지에서는 칠곡층 대신 상위의 유천층군 화산암류에 의해 부정합적으로 덮여 있다. 사천시 서포면 동부에서 남해도 남해군 설천면, 고현면, 남해읍, 서면에 이르기까지 북동-남서 방향으로 분포한다. 상, 하위의 하산동층, 칠곡층과 달리 자색(赭色)층이 없다. 주로 담백색, 담회색 및 회색의 사암, 녹회색과 흑색 및 암회색의 사질셰일, 이암 및 셰일, 담회색의 함력조립사암, 역질사암 및 암회색 내지 녹회색의 이회암 등으로 구성된다. 전반적으로 조립 내지 중립(中粒) 사암과 녹/암회색의 니질셰일 및 셰일과 호층(互層)을 형성한다. 
진주층 중부에 발달한 녹회색, 암회색 및 흑색의 사질 셰일과 니질암 및 셰일층은 구소량리에서 남양리에 이르는 도로가와 왕지동, 동흥동, 봉우동, 문항리 및 문전리, 고사동 해안 및 사천시 서포면의 선전리 비토리 동측 일대에 두껍고 넓게 분포한다. 이들 흑색 셰일의 두께는 대체로 1~3 cm 정도이나 10~20 m 혹은 그 이상의 두께를 가지는 경우도 많으며 1 m 이상인 흑색 및 암회색 셰일층의 경우 20매 이상 협재된다. 
진주층의 주향은 대체로 북동 50~85°, 경사는 남동 10~20°를 보이나 남해도의 서측 해안가로 갈수록 주향이 차츰 북서 방향으로 변하며, 관입암체 주변에서는 주향과 경사가 다소 변한다. 두께는 800~1000 m 내외이다.
남해군의 진주층
- 고현면 남서대로2979번길 64-35 전면
북위 34° 53′ 54.5″ 동경 127° 50′ 22.0″ / 북위 34.898472°  동경 127.839444°
- 서면 작장리 505-2 해안
북위 34° 49′ 40.0″ 동경 127° 49′ 02.0″ / 북위 34.827778°  동경 127.817222°

#### 화석
남해군 남해도 지역의 진주층에서 일반적으로 널리 알려진 스트로마톨라이트를 비롯하여 전 세계적으로 드물게 보고 되는 막대기형 스트로마톨라이트가 다수 발견되었다. 막대기형 스트로마톨라이트는 나무줄기 표면에 서식하던 착생 미세조류에 의해 나무줄기의 표면에 동심원 구조의 탄산염광물이 침전되어 형성된 구조이다. 대부분의 이러한 스트로마톨라이트는 암회색 내지 흑색 셰일층에 약 20 cm의 층을 이루며 협재되어 나타난다. 역질 사암 및 조립질 사암 및 암회색 셰일에서 산출되는 막대기형 스트로마톨라이트는 대부분 5~10 cm의 크기를 가지며, 15 cm 정도의 다소 큰 것들로 발견된다. 단면의 직경은 4 cm를 초과하지 않는다.

### 기타 화석

#### 악어 발자국
경상남도 사천시와 진주시에 걸쳐 7개 지역의 진주층에서 악어 발자국 화석이 발견되었다. 전 세계적으로도 백악기 악어 발자국 화석은 많이 알려지지 않아 화석의 학술적 가치 및 중요성이 높다. 화석 발견지는 다음과 같다.
- 사천 나들목: 2009년 사천시 축동면 사다리에서 남해고속도로 확장 공사 도중 발견되었다. 현재는 고속도로 공사가 완료되어 화석이 발견된 장소는 매몰되었다. 이곳의 주 구성 암석은 셰일, 세립-중립질사암 등이다. 악어의 왼쪽 앞발자국이 회색 셰일에서 발견되었다. 이곳에서 산출된 악어 앞발자국은 비록 1개의 앞발자국만 발견되었지만 보존 상태가 매우 양호하다. 이 화석 산지에서는 다수의 식물 화석들도 함께 발견되었다.
- 진주혁신도시 2개 지점: 진주혁신도시 개발사업부지 조성 공사 구역 내 절토 공사 현장 산지의 중턱이다. 악어 발자국 화석 산출 지층은 진주층의 담회색 사암, (녹)회색 사질셰일 및 셰일 등의 호층으로 구성되어 있으며, 사암은 대부분 세립질 사암이다. 악어 발자국 화석은 약 10 m×5 m의 층리면에 약 20여개 이상이 드러나 있었고 대부분의 악어 발자국 화석은 앞발자국 화석이 분명한 형태를 나타내고 있다. 이곳은 현재 조성 공사가 완료되어 노두는 관찰할 수 없다. 또 다른 곳에서는 국내에서 가장 잘 보존된 악어 보행렬 화석 표본과 함께 익룡, 수각류, 조각류, 용각류, 새, 포유류의 발자국 화석도 발견되었다.
- 사천시 서포면 자혜리: 전원주택 조성 공사 구역으로 전체적으로는 진주층에서 발견되는 흑색 셰일과 세립, 중립, 조립질사암 및 일부 역암이 분포한다. 그러나 대부분은 흑색 셰일과 세립질사암의 구성 비율이 가장 높다. 노출된 퇴적층 중 셰일층에서 악어와 거북 발자국이 발견되었다. 화석이 발견된 층준의 상부층은 (암)회색 셰일, 연갈색 세립질사암, 암회색 내지 회색 세립질사암 순서이며, 하부층은 (암)회색 셰일로 구성된다. 자혜리에서는 식물 화석, 무척추동물 생흔 화석 등이 함께 산출된다.
- 진주시 정촌 뿌리산업단지: 악어 발자국은 독립적인 산출 상태를 보이고 보행렬은 나타나지 않으며 보존 상태가 불량하다.
- 비토리 악어 발자국 화석산지: 2006년 남해안 화석지 조사 연구에서 처음 알려졌다. 이 화석산지의 구성 암석은 셰일, 세립질 사암, 중립-조립질 사암이 주를 이루고 있으며, 곡상 사층리, 물결 자국, 건열 등이 잘 발달되어 있다. 비토리의 악어 앞발자국 화석의 산출 상태는 좋은 편은 아니다.

#### 곤충 화석
경상북도 군위군에서 경상남도 사천시에 이르는 10개 지역의 진주층에서 딱정벌레 화석과 여러 곤충 화석들이 산출되었다. 사천시 용현면 신촌리(N 35°01'66", E 128°02'39"), 사남면(N 35°04'05", E 128°03'51"), 축동면 반룡리(N 35°05'44", E 128°02'03"), 진주시 가호동(N 35°09'07", E 128°07'01"), 정촌면 (N 35°07'63", E 128°06'07"), 고령군 성산면 기산리 (N 35°44'27", E 128°19'57"), 득성리(N 35°44'59", E 128°22'27"), 대구광역시 달성군 하빈면 동곡리(N 35°51'50", E 128°25'23"), 군위군 우보면 나호리(N 36°11'13", E 128°38'12")와 군위읍 광현리(N 36°14'58", E 128°37'16") 10개 지역의 산지에서 채집된 곤충 화석은 모두 12개 목(目)으로 딱정벌레목(Coleoptera), 매미목(Homoptera), 메뚜기목(Orthoptera), 사마귀목(Mantodea), 파리목(Diptera), 바퀴벌레목(Blattaria), 잠자리목(Odonata), 노린재목(Hemiptera), 밑들이목(Mecoptera), 벌목(Hymenoptera), 뿔잠자리목(Neuroptera), 나비목(Lepidoptera)의 곤충과 이들의 유충이다.

#### 콥토클라바
콥토클라바는 유충과 성충이 경상 누층군의 진주층에서 산출된다. 롱기포다종과는 연대가 다르며, 성충의 모습이 더 홀쭉하고 곧은 편이기에 롱기포다종으로 동정하는 것은 섣부드라 판단되어, 임의적으로 미지의 종(Coptoclava sp.)로 분류하였다. 콥토클라바 롱기포다로 동정된 화석들 중에는, 모습이 세부적으로 다른 것들이 많은데, 이것들은 아마 롱기포다종과는 다른 종일 수도 있다. 고로 콥토클라바 롱기포다는 여러 다른 종이 묶인 종 복합체(species complex)로 여겨지며, 진주층의 콥토클라바를 비롯한 콥토클라바 분류를 정리하기 위해서는 후대 학자들의 많은 노력이 필요하다.
| 도폭       | 구성 암석 | 발견 화석                                                                                  | 지층 두께 (m) | 지층명   |
| ---------- | --- | ------------------------------------------------------------------------------------------ | ------------- | -------- |
| 예천도폭   | 흑색과 담회색 셰일, 사암, 역질사암, 부분적으로 역암 |                                                                                            | -             | 진주층   |
| 안동도폭   | 함력알코스사암, 사암, 녹회색 이암, 암회색 내지 회색 실트스톤, 이회암 |                                                                                            | -             | 진주층   |
| 낙동도폭   | 역질사암, (암)회색 사암, (녹)회색 및 흑색(드물게)의 실트스톤과 셰일 |                                                                                            | 450           | 진주층   |
| 의성도폭   | 함력알코스사암, 암회색 셰일 및 이암, 드물게 이회암, 탄질 셰일 |                                                                                            | 750           | 진주층   |
| 군위도폭   | (상부) 사암 및 역질사암(일부 역암), 셰일협재 (중부) (암)회색 셰일이 우세, 사암, 사질암 및 석회암층 협재 (하부) 사암과 역질사암(일부 역암)이 우세하며 암회색 셰일(미사암질)과 석회암 협재 | 포자화분화석 수서딱정벌레 화석                                                             | 230 350 320   | 진주층   |
| 대율도폭   | 역질 사암, 역암, 알코스사암, (암)회색 셰일 또는 실트스톤 |                                                                                            | 600           | 동명층   |
| 대구도폭   | 흑색 셰일, 녹색 이암, 사암, 역암 | Wakinoichthys sp. 외 다수                                                                  | 1000          | 진주층   |
| 왜관도폭   | 흑색 셰일, 녹색 이암, 사암, 역암 | Wakinoichthys sp. 외 다수                                                                  | 1000          | 진주층   |
| 현풍도폭   | (녹)회색의 사암, 이암, 셰일, 암회색 내지 흑(회)색의 셰일, 사질셰일과 역질사암 | 익룡 이빨 화석, 이매패류 화석 등                                                           | 1200          | 진주층   |
| 창녕도폭   | (녹)회색 사암, 셰일, 이암, 흑색 내지 암회색의 셰일, 사질셰일과 역질사암 |                                                                                            | 950           | 동명층   |
| 합천도폭   | 사암, 암회색 및 흑색 셰일 |                                                                                            | 900           | 동명층   |
| 삼가도폭   | (상부) 회색 사암이 우세하며 흑색 사질셰일 또는 셰일의 협재가 빈약하고 담녹색 사암 내지 사질 셰일, 셰일의 협재가 교호로 발달 (중부) 암회색 또는 녹회색의 사암, 흑색 사질셰일, 셰일        |                                                                                            | 1450          | 진주층   |
| 진주도폭   | 담회색 알코스질사암, (녹)회색 사질셰일, 셰일, 석회질셰일, 흑색 셰일의 호층, 석회암 협재                                                                                                  |                                                                                            | 1800          | 진주층   |
| 사천도폭   | 회색 사암, 셰일, 암회색 내지 흑색의 사암과 셰일의 호층, 암회색 이회암과 역암층, 무연탄 협재                                                                                              | 진주 호탄동 익룡·새·공룡 발자국 화석산지 미생물-날도래 생물초 비토도 새발자국 화석 외 다수 | 1400          | 진주층   |
| 진교도폭   | 함력석회질 조립사암, 자색 셰일, 사암 |                                                                                            |               | 구랑리층 |
| 삼천포도폭 | 회색 내지 흑색의 사암, 사질셰일, 탄질 셰일 |                                                                                            |               | 진주층   |
| 남해도폭   | 담백색, 담회색 및 회색사암, 녹회색, 흑색 및 암회색의 사질 셰일, 이암 및 셰일, 담회색의 함역조립사암, 역질사암 및 암회색 내지 녹회색의 이회암                                             |                                                                                            | 800~1000      | 진주층   |
| 서상도폭   | 담백색, 담회색 및 회색사암, 녹회색, 흑색 및 암회색의 사질 셰일, 이암 및 셰일, 담회색의 함역조립사암, 역질사암 및 암회색 내지 녹회색의 이회암                                             |                                                                                            | 800~1000      | 진주층   |

## 같이 보기
- 한국의 지질
- 경상 누층군
- 낙동층
- 하산동층
- 일직층
- 칠곡층
- 의성군의 지질
- 대구광역시의 지질
- 진주시